# Wugong (köpinghuvudort i Kina, Shaanxi, lat 34,33, long 108,11)
Wugong (kinesiska: 武功, 武功镇) är en köpinghuvudort i Kina. Den ligger i provinsen Shaanxi, i den nordvästra delen av landet, omkring 73 kilometer väster om provinshuvudstaden Xi'an. Antalet invånare är 43 512. Befolkningen består av 20 881 kvinnor och 22 631 män. Barn under 15 år utgör 14,0 %, vuxna 15-64 år 76 %, och äldre över 65 år 8,0 %.
Runt Wugong är det ganska tätbefolkat, med 199 invånare per kvadratkilometer. Närmaste större samhälle är Yangling, 6,8 km söder om Wugong. Trakten runt Wugong består till största delen av jordbruksmark.
Genomsnittlig årsnederbörd är 668 millimeter. Den regnigaste månaden är september, med i genomsnitt 143 mm nederbörd, och den torraste är december, med 1 mm nederbörd.